# Tőzeges sisakgomba
A tőzeges sisakgomba (Galerina sphagnorum) a Hymenogastraceae családba tartozó, Európában és Észak-Amerikában honos, tőzeglápokon élő, nem ehető gombafaj. 

## Megjelenése
A tőzeges sisakgomba kalapja 1–2,5 cm széles; eleinte tompán kúpos, majd széles-kúposan vagy domborúan kiterül, közepén néha hegyes púppal. Felszíne száraz és sima. Higrofán: nedvesen színe a halványsárgától az aranybarnásig terjed, megszáradva kifakul. Széle nedvesen majdnem a kalap közepéig bordázott, fiatalon fehér burokfoszlányok lehetnek rajta. 
Húsa vékony, törékeny, barnás színű, sérülésre nem változik. Szaga és íze nem jellegzetes. 
Ritkás lemezei tönkhöz nőttek, sok a féllemez. Színük eleinte fehéres-sárgás, a spórák érésével barnásra, rozsdabarnásra változik. Egészen fiatal korában fehér részleges burok védi őket.
Tönkje 5–7,5 cm magas és 1–2 mm vastag. Alakja karcsú, egyenletesen hengeres. Felszíne sima, néhány apró, szálas pikkellyel. Színe fehéres vagy sárgás. Tövéhez fehér micélium kapcsolódik. 
Spórapora rozsdabarna. Spórája ellipszis vagy mandula alakú, sima, mérete 8–10,5 x 5–6 µm.

### Hasonló fajok
A nagyon hasonló lápi sisakgomba tönkje fehéren pikkelyes. Összetéveszthető a súlyosan mérgező fenyves sisakgombával is. 

## Elterjedése és termőhelye
Európában és Észak-Amerikában honos.
Csak tőzeglápokon él a moha között. Kora nyártól késő őszig terem.  
Nem ehető és mérgező fajokkal is könnyen össze lehet téveszteni. 

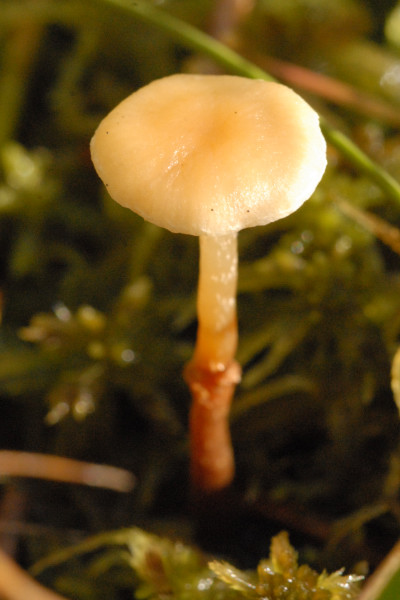
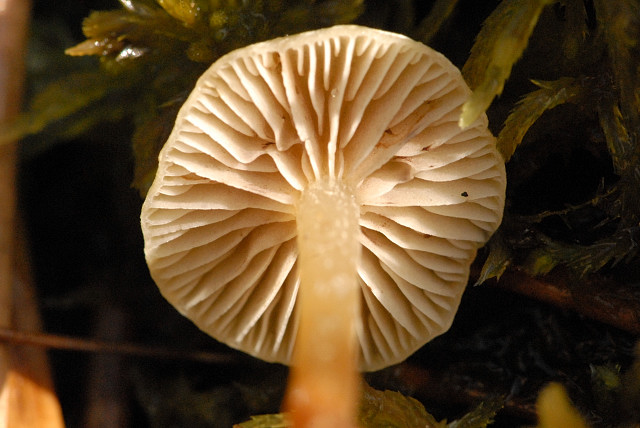